# On the Line
On the Line (Brasil: Na Linha do Trem / Portugal: Por um Flash) é um filme americano do gênero comédia romântica de 2001 estrelado por Lance Bass e Emmanuelle Chriqui. O filme foi dirigido por Eric Bross e escrito por Eric Aronson e Paul Stanton, baseado em seu curta-metragem de mesmo nome.

## Sinopse
Ao pegar a linha L do trem urbano de Chicago Kevin (Lance Bass) conhece Abbey (Emmanuelle Chriqui) a garota dos seus sonhos. Eles conversam e se entendem muito bem mas, por timidez, Kevin não pergunta a ela seu nome ou pede seu telefone, para que possam manter contato. Achando que perdeu a grande chance de sua vida, Kevin auxiliado por um amigo lança uma enorme campanha à procura de Abbey, eles espalham diversos pôsters por toda a cidade, que acabam fazendo com que Kevin fique conhecido como o "garoto do amor perdido" e se transformando no modelo ideal de homem que toda mulher gostaria de ter. Mas o destino parece determinado a unir Abbey e Kevin, provando que o amor nunca vai embora se você coloca o seu coração em primeiro lugar.

## Elenco
- Lance Bass....Kevin
- Emmanuelle Chriqui....Abbey
- Joey Fatone....Rod
- Jerry Stiller....Nathan
- Richie Sambora....Mick Silver
- GQ....Eric
- James Bulliard....Randy
- Dave Foley....Higgins
- Tamala Jones....Jackie
- Amanda Foreman....Julie

Como eles mesmos
- Al Green
- Ananda Lewis
- Sammy Sosa
- Damon Buford
- Eric Young